# 夏尔·龙格
夏爾·费利克斯·塞萨尔·龍格（法語：Charles Félix César Longuet，發音：[ʃaʁl feliks sezaʁ lɔ̃ɡɛ]；1839年2月14日—1903年8月5日 ）法国记者、工人运动重要人物，曾参加1871年巴黎公社，成为第一国际中蒲鲁东派成员。巴黎公社后移居英国，与马克思结识并娶马克思的长女燕妮为妻。二人育有六名子女，包括让·龙格和埃德加·龙格，其中二人早夭。
1860年代初，主编民主性报纸。1865年侨居比利时，参加第一国际并任总委员会委员（1866—1868，1871—1872）。出席了“国际”历次代表大会和1871年的伦敦代表会议。1870年曾任国民自卫军营长。参加1871年3月18日巴黎革命。巴黎公社成立后，当选为公社委员，主持劳动和交换委员会的工作，还担任公社机关刊物《法兰西共和国官报》的编辑。公社失败后逃亡英国。1872年同马克思的女儿燕妮结婚。在无产阶级解放道路、民族解放运动和废除私有制问题上曾宣传过蒲鲁东主义的观点，受过马克思的批判。后参与机会主义派别可能派的活动，多次被聘为巴黎市政府的顾问。